# Wir polarny

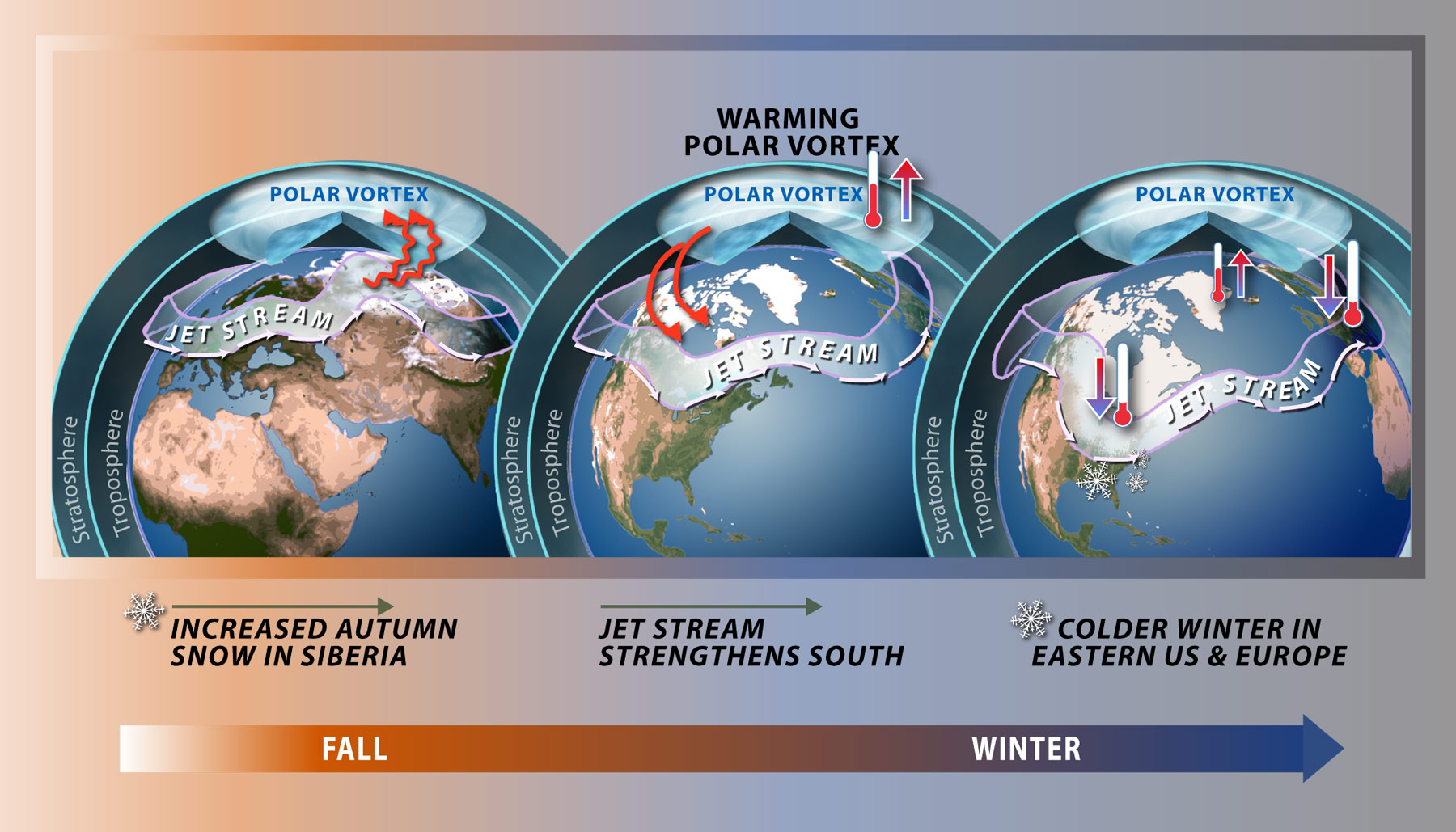
Wir polarny nad Arktyką i jego wpływ na pogodę na półkuli północnej

Wir polarny – układ niskiego ciśnienia (niż baryczny) o charakterze cyklonu, związany z obszarem biegunowym planety, w szczególności Ziemi. Wir polarny na Ziemi jest zjawiskiem sezonowym, które najsilniejsze jest w trakcie nocy polarnej, dlatego jest nazywany także wirem nocy polarnej. Rozciąga się od tropopauzy, przez obszar stratosfery, do mezosfery (ponad 50 km nad powierzchnią).

## Na Ziemi
Wir polarny jest ograniczony przez prąd strumieniowy, który zamyka zimne powietrze polarne w obszarze okołobiegunowym, nie pozwalając na wymianę ciepła z atmosferą w niższych szerokościach geograficznych. Wir znajdujący się nad Antarktyką jest silniejszy i stabilniejszy niż jego odpowiednik nad Arktyką. Prędkość wiatru w północnym wirze (uśredniona względem długości geograficznej) osiąga typowo 10 m/s na wysokości 15 km i 80 m/s na wysokości 60 km, choć wykazuje dużą zmienność krótko- i długoterminową. Powietrze wewnątrz wiru ma temperaturę od -65 do -85 °C nad Arktyką i osiąga niższe wartości nad Antarktyką; temperatura -85 °C i niższa sprzyja powstawaniu polarnych chmur stratosferycznych. Zawartość ozonu w obszarze wiru jest niższa niż poza nim, ponieważ reakcje chemiczne zachodzące na powierzchni tych chmur tworzą rodniki niszczące ozon, niższe temperatury na półkuli południowej sprzyjają istnieniu dużej dziury ozonowej. Wir polarny podlega ciągłym zmianom, wywoływanym przez powietrze wznoszące się z troposfery i fale atmosferyczne, tworzące się w pobliżu dużych łańcuchów górskich i na granicy między lądem a morzem. Fale Rossby’ego erodują brzeg wiru polarnego, odłączając od niego mniejsze obszary zimnego powietrza; silne fale potrafią rozbić go na mniejsze układy wirów i doprowadzić do jego wcześniejszego zaniku. Niekiedy części arktycznego wiru polarnego, zepchnięte na południe, osiągają nawet 30° szerokości geograficznej północnej.

## Poza Ziemią

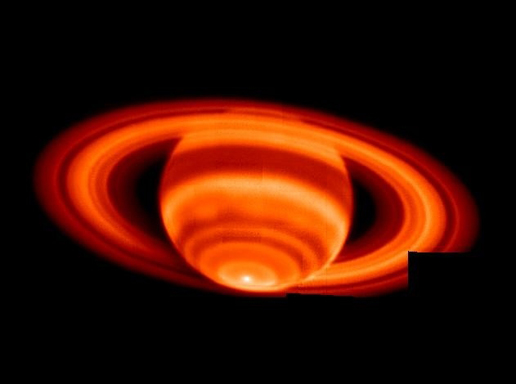
Ciepły wir polarny na Saturnie, zdjęcie w zakresie podczerwieni

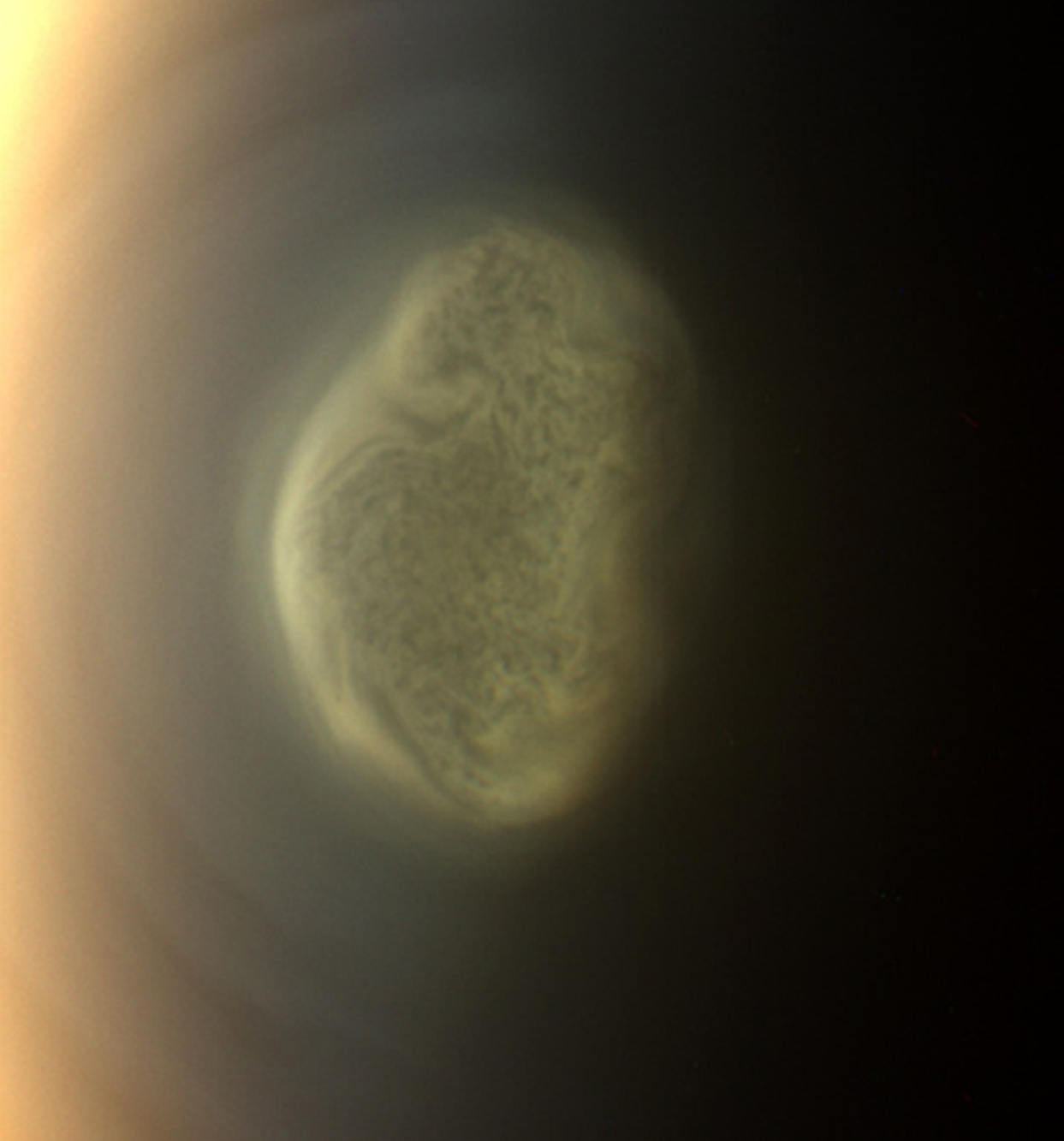
Południowy wir polarny na Tytanie

Wiry atmosferyczne związane z biegunami odkryto również na innych ciałach Układu Słonecznego. Podwójne wiry polarne zostały zaobserwowane w pobliżu obu biegunów Wenus. Wiry polarne istnieją również w okolicy biegunów Marsa, Jowisza i Saturna. W odróżnieniu od polarnych wirów na innych ciałach, południowy wir na Saturnie jest cieplejszy niż otoczenie. Wir polarny i związaną z nim „czapę” chmur zaobserwowano także w atmosferze największego księżyca Saturna, Tytana.